# Archita
Archita – wieś w Rumunii, w okręgu Marusza, w gminie Vânători. W 2011 roku liczyła 772 mieszkańców.